# 김화고등학교
김화고등학교(金化高等學校)는 대한민국 강원특별자치도 철원군 서면 와수리에 있는 공립 고등학교이다.

## 학교 연혁
- 1979년 11월 21일 : 김화 여자고등학교 6학급 설립 인가
- 1980년 3월 1일 : 김화 여자 중, 고등학교 개교
- 1981년 6월 21일 : 김화 여자고등학교 9학급 증설 인가
- 1988년 3월 1일 : 김화고등학교로 교명 변경 (남여공학)
- 2024년 1월 4일 : 제42회 졸업식(50명) 총 인원 4,573명
- 2024년 3월 1일 : 제17대 박국영 교장 부임

## 참고 자료
- 김화고등학교 - 한국교육학술정보원 학교알리미